# Na Mon (huyện)
Na Mon (tiếng Thái: นามน) là một huyện (‘‘amphoe’’) ở phía đông tỉnh Kalasin, đông bắc Thái Lan.

## Địa lý
Các huyện giáp ranh (từ đông bắc theo chiều kim đồng hồ) là Huai Phueng, Kuchinarai, Don Chan, Mueang Kalasin và Somdet của tỉnh Kalasin.

## Lịch sử
Tiểu huyện (King Amphoe) Na Mon đã được thành lập ngày 20 tháng 9 năm 1973, khi ba tambon Na Mon, Yot Kaeng và Song Plueai được tách khỏi Mueang Kalasin. Đơn vị này đã được nâng thành huyện ngày 1 tháng 1 năm 1988.

## Hành chính
Huyện này được chia thành 5 phó huyện (tambon), các đơn vị này lại được chia thành 66 làng (muban). Na Mon là một thị trấn (thesaban tambon)  nằm trên một phần của tambon Na Mon. Ngoài ra có 5 tổ chức hành chính tambon (TAO).
| Số TT | Tên         | Tên tiếng Thái | Số làng | Dân số |  |
| ----- | ----------- | -------------- | ------- | ------ |  |
| 1.    | Na Mon      | นามน           | 15      | 9.254  |  |
| 2.    | Yot Kaeng   | ยอดแกง         | 18      | 8.248  |  |
| 3.    | Song Plueai | สงเปลือย        | 16      | 7.712  |  |
| 4.    | Lak Liam    | หลักเหลี่ยม       | 9       | 5.774  |  |
| 5.    | Nong Bua    | หนองบัว         | 8       | 4.246  |  |